# ГЕС Джіннан
ГЕС Джіннан — гідроелектростанція на півночі Пакистану. Знаходячись між ГЕС Газі-Барота (вище по течії) та ГЕС Чашма, входить до складу каскаду на річці Інд.
У 1943—1947 роках на Інді звели греблю Джіннан, яка дозволила організувати зрошення 850 тисяч гектарів земель. А на початку 2010-х комплекс доповнили гідроелектростанцією, для чого праворуч від греблі прокопали канал довжиною 1,8 км та шириною по дну 133 метри, який приблизно посередині перекриває руслова будівля машинного залу. Тут встановлено вісім шахтних (різновид бульбових) турбін потужністю по 12 МВт, котрі використовують напір від 3,2 до 6,2 метра (номінальний напір 4,9 метра) та забезпечують виробництво 688 млн кВт·год.
Видача продукції відбувається по ЛЕП, розрахованій на роботу під напругою 132 кВ.